# 水野和則
水野 和則（みずの かずのり、1966年2月28日 - 2017年3月19日）は、日本のアニメ演出家、アニメ監督。京都府出身。  別名として水野カズノリ、桶澤 尚、白川 巨椋、一口 久美がある。

## 経歴
大阪デザイナー専門学校を経て1986年にスタジオぴえろ（現・ぴえろ）に入社。
1990年よりフリーとなる。
2000年にアークトゥールスの設立に参加するが退社し、2004年からは再びフリーとして活動する。
代表作は『どっきりドクター』『ゾイドジェネシス』など。
桶澤尚名義で『夜勤病棟』シリーズ（ディスカバリー版）や、『月花美人』の監督も務めた。
2013年からは、ぴえろの創業者である布川郁司によって設立されたNUNOANI塾の講師を務めた。
2017年3月19日死去、51歳没。

## 作品リスト

### テレビアニメ
- おそ松くん（1988年-1989年）設定進行・絵コンテ・演出
- 平成天才バカボン（1990年）絵コンテ・演出
- おれは直角（1991年）絵コンテ・演出
- 丸出だめ夫（1991年-1992年）絵コンテ・演出
- 炎の闘球児 ドッジ弾平（1992年）絵コンテ・演出
- 幽☆遊☆白書（1992年-1995年）絵コンテ・演出
- NINKU -忍空-（1995-1996年）絵コンテ・演出・OP/ED演出
- みどりのマキバオー（1996-1997年）絵コンテ・演出・OP演出
- 烈火の炎（1997-1998年）絵コンテ・演出・OP/ED演出
- トライガン（1998年）絵コンテ（第2話のみ）
- カードキャプターさくら（1998-2000年）絵コンテ・演出
- どっきりドクター（1998-1999年）監督
- GTO（1999-2000年）絵コンテ・演出・ED演出
- はじめの一歩（2000年）ED1演出
- 学校の怪談（2001年）絵コンテ・演出（OPのみ）
- The Soul Taker 〜魂狩〜（2001年）絵コンテ（第12話のみ）
- 探偵学園Q（2003年）絵コンテ・演出（OPのみ）
- BLEACH（2004年-2012年）絵コンテ・演出
- ゾイドジェネシス（2005年-2006年）監督
- ちょこッとSister（2006年）OP演出
- ひだまりスケッチ（2007年）絵コンテ
- ロケットガール（2007年）絵コンテ
- ドージンワーク（2007年）演出
- 秘密 〜The Revelation〜（2008年）絵コンテ
- ウルヴァリン（2011年）絵コンテ
- ロウきゅーぶ!（2011年）絵コンテ
- NARUTO -ナルト- 疾風伝（2012年-）絵コンテ・演出・原画
- NARUTO -ナルト- SD ロック・リーの青春フルパワー忍伝（2013年）絵コンテ
- 銃皇無尽のファフニール（2015年）絵コンテ・OP絵コンテ・演出
- VALKYRIE DRIVE -MERMAID-（2015年）OP絵コンテ・演出
- ボールルームへようこそ（2017年）演出

### OVA
- 風魔の小次郎「聖剣戦争篇」（1990年）絵コンテ
- 八神くんの家庭の事情「愛の狩人・だけどOL」（1990年）絵コンテ
- ロードス島戦記（1990年）演出 ※水野カズノリ名義
- 機神兵団（1992-1993年）演出
- KEY THE METAL IDOL（1994-1997年）絵コンテ・演出
- とらいあんぐるハート 〜Sweet Songs Forever〜 サウンドステージVA（2002年）演出
- 殺し屋1 THE ANIMATION EPISODE.0（2002年）絵コンテ
- 夜勤病棟（2000-2005年）監督 ※桶沢尚名義
- 月花美人（2002年）監督 ※桶沢尚名義
- 花の女子アナ ニュースキャスター・悦子 生でイキます！（2004年）監督 ※桶沢尚名義
- パンチラティーチャー（2004-2005年）監督 ※桶沢尚名義
- 鬼畜 ～母姉妹調教日記～（2013-2014年）監督 ※桶沢奈生名義
- 黒執事Book of Murder（2014年）絵コンテ

### 劇場アニメ
- 劇場版カードキャプターさくら 封印されたカード（2000年）絵コンテ・演出協力
- アミテージ・ザ・サード（2002年）絵コンテ
- 劇場版BLEACH The DiamondDust Rebellion もう一つの氷輪丸（2007年）絵コンテ・演出
- 劇場版 NARUTO -ナルト- 疾風伝 絆（2008年）絵コンテ・演出
- 劇場版BLEACH Fade to Black 君の名を呼ぶ（2008年）絵コンテ
- 劇場版BLEACH 地獄篇（2010年）絵コンテ・演出
- 魔法少女リリカルなのは The MOVIE 2nd A's（2012年）絵コンテ
- ROAD TO NINJA -NARUTO THE MOVIE-（2012年）演出
- 黒執事 Book of the Atlantic（2017年）絵コンテ・演出

### イベント用アニメ
- NINKU -忍空- ナイフの墓標（1994年）演出
- HUNTER×HUNTER（1998年）演出
- BLEACH memories in the rain（2004年）演出